# Rossmann (Handelskette)

Rossmann-Fillale

Rossmann ist eine der größten Drogeriemarktketten Europas. Das 1972 von Dirk Roßmann gegründete Unternehmen erzielte 2024 einen Umsatz von 15,3 Milliarden Euro und hat in Deutschland 2.311 Filialen mit rund 40.500 Mitarbeitern.
Europaweit gibt es 4.966 Rossmann-Filialen mit rund 65.500 Mitarbeitern (Stand 2024), neben Deutschland in den Ländern Polen, Ungarn, Tschechien, Türkei, Albanien, Dänemark, Kosovo, Aserbaidschan und Spanien. 2024 folgte die Expansion in die Schweiz.
40 Prozent der Anteile an den Rossmann-Filialen werden seit 2002 von der A.S. Watson Group (ASW) kontrolliert, die wiederum Hutchison Whampoa gehört, einem Unternehmen der chinesischen Holding-Gruppe CK Hutchison Holdings Limited.
In einer Forbes-Rangliste durch eine Erhebung von Statista wird Rossmann im Jahr 2021 unter den 50 weltbesten Arbeitgebern („World’s Best Employers“) geführt.

## Geschichte

### Anfänge in den 1970er Jahren

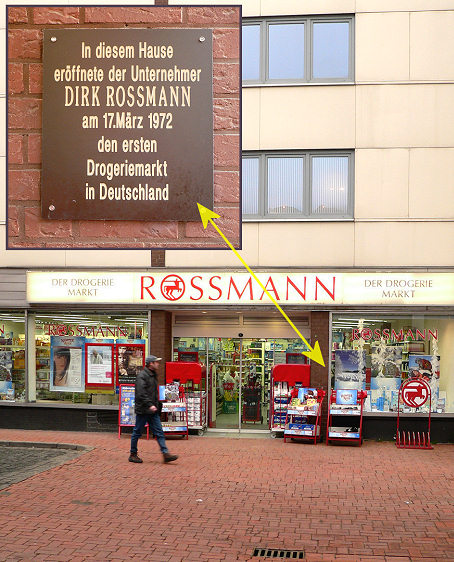
Erster Rossmann-Markt in Hannover (1972 eröffnet)

Der gelernte Drogist Dirk Roßmann eröffnete im Alter von 25 Jahren am 17. März 1972 in Hannover unter der Bezeichnung Markt für Drogeriewaren sein erstes Drogeriegeschäft mit 200 m² Verkaufsfläche. Es befand sich in der Jakobistraße, einer Seitenstraße der Lister Meile unmittelbar am Lister Platz und war der erste Drogerie-Selbstbedienungsladen Deutschlands. Es wurde im Sommer 2010 geschlossen, weil es nicht mehr genug Verkaufsfläche für das Rossmann-Sortiment bot.
Anlass der ersten Geschäftsgründung 1972 war die Erkenntnis Roßmanns, dass ein Tresenverkauf für Drogeriewaren nicht mehr zeitgemäß war, sowie die bevorstehende Aufhebung der Preisbindung für Drogerieprodukte 1973. „Mir war klar, jetzt tut sich was im Handel.“ Zehn Jahre später besaß er bereits 100 Drogeriemärkte in Norddeutschland und gilt hier seither als „Pionier des Drogeriemarktes“.

### Ausdehnung nach Osten in den 1990er Jahren
Die Deutsche Wiedervereinigung von 1990 bescherte dem Unternehmen einen enormen wirtschaftlichen Erfolg. Die erste Rossmann-Verkaufsstelle in der DDR wurde am 2. Juli 1990 im thüringischen Sondershausen eröffnet. In den darauffolgenden Jahren wurden mehr als 100 Filialen in den neuen Bundesländern eröffnet. Neben der flächendeckenden Expansion innerhalb Deutschlands begann die Erschließung des osteuropäischen Markts.
Ab 2009 wurden zusammen mit dem Fußballspieler Altin Lala in Albanien erste Rossmann-Filialen eröffnet.

### Seit 2010

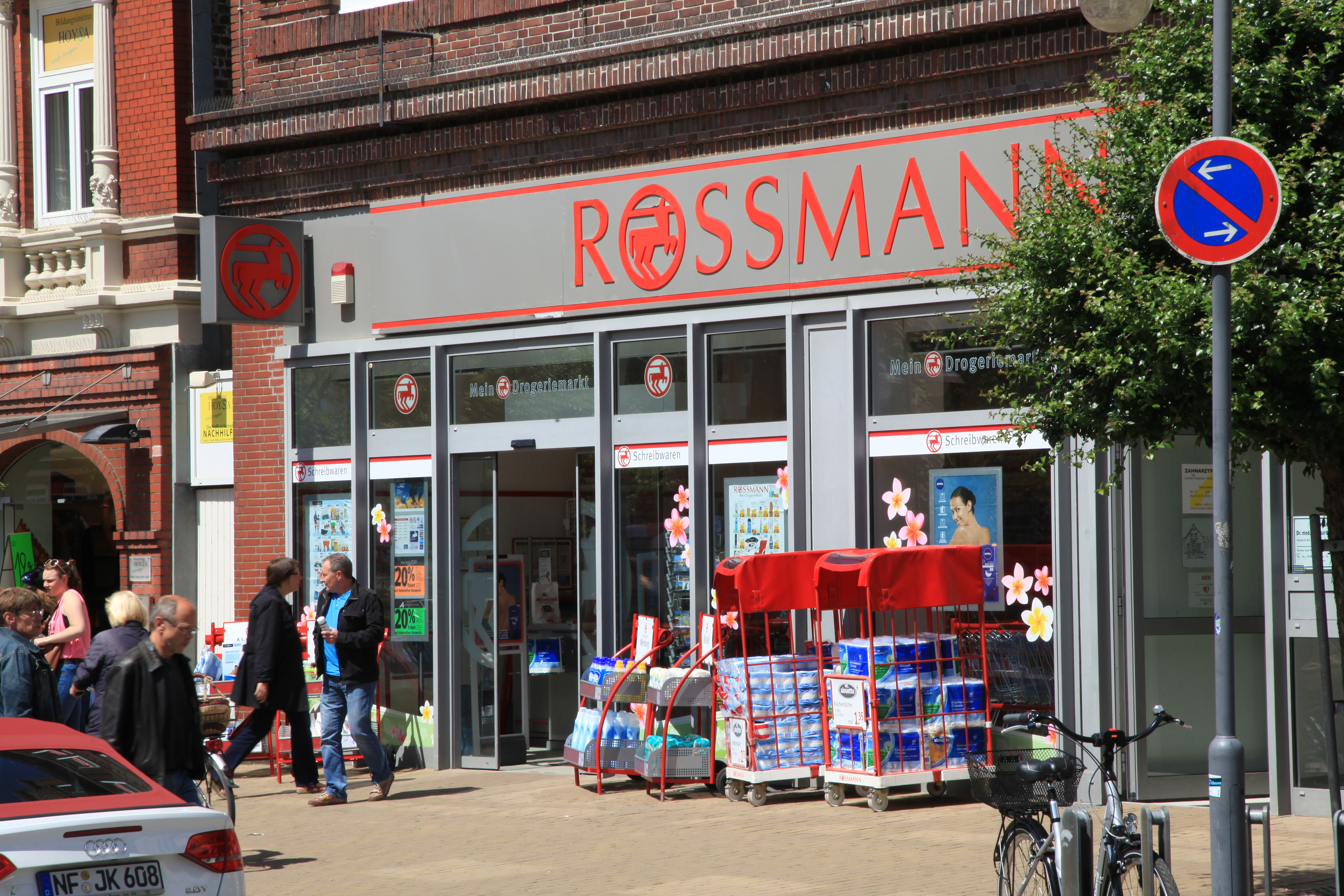
Rossmann-Schriftzug mit Zentaur-Symbol im Buchstaben O

Im Juli 2010 eröffnete Rossmann in Ankara die erste Filiale in der Türkei. 2020 wurde die erste Filiale in Spanien eröffnet.
Im Jahr 2012 wurden im Rahmen der Integration von über 100 Ihr-Platz-Filialen 33 Filialen in Bahnhöfen zu Rossmann Express; diese Filialen führen neben den Drogerieartikeln auch Feinkost und Tiefkühlkost sowie spezielle Artikel für den Reisebedarf. 2015 wurden 18 Filialen mit diesem Konzept betrieben. 2025 existieren 21 Filialen mit diesem Konzept.
Im März 2016 wurde die 2000ste und zugleich größte Rossmann-Filiale im Drachentöterhaus in Hannover eröffnet.

### Seit 2020
Im September 2021 schied Firmengründer Dirk Roßmann altersbedingt aus der Geschäftsführung aus und Raoul Roßmann wurde Sprecher der Geschäftsführung.
Im Jahr 2021 stieg der Umsatz um 8,1 Prozent auf 11,1 Milliarden Euro.
Im Mai 2024 wurde die Expansion in der Schweiz angekündigt, per Ende 2024 soll in der Zentralschweiz die erste Filiale entstehen. Im Juli 2024 wurde bekannt, dass sich diese in Ingenbohl im Kanton Schwyz befinden soll. Schließlich  wurde die erste Filiale am 5. Dezember 2024 im Emmen Center im Kanton Luzern eröffnet. Weitere Filialen werden noch im Jahr 2025 eröffnet, u. a. in ehemaligen Depot-Filialen eröffnet.

## Marktstrategie

### Expansionsziele
Das Ziel des Unternehmens ist eine schnelle, aber kontrollierte Expansion in Deutschland und in den östlichen Nachbarländern. Die einzelnen Märkte präsentieren sich innen und außen in den Farben Weiß und Rot. Seit Ende 2014 kommt ein neues Ladenbild zum Einsatz mit neuen Farben und Formen der Warenpräsentation. Die einzelnen Drogeriemärkte weisen eine durchschnittliche Verkaufsfläche von über 570 m² auf. In den Großstädten Berlin und Leipzig wurden Filialen mit über 1300 m² eröffnet. Deutschlands und auch Europas größte Filiale mit 1385 m² liegt in der Georgstraße 10 (siehe Drachentöterhaus) in Hannover.
| Rang | Land           | Anzahl Filialen |
| ---- | -------------- | --------------- |
| 1    | Deutschland    | 2.263 ▲         |
| 2    | Polen          | 1.680 ▲         |
| 3    | Ungarn         | 240 ▲           |
| 4    | Tschechien     | 160 ▲           |
| 5    | Türkei         | 130 ▲           |
| 6    | Albanien       | 19 ▲            |
| 7    | Spanien        | 18 ▲            |
| 8    | Kosovo         | 9 ▲             |
| 9    | Nordmazedonien | 4 ▲             |
| 10   | Montenegro     | 1 ▲             |
|      | Gesamt         | 4.514           |

Seit 1999 ist das Unternehmen im Versandhandel über das Internet aktiv und eröffnete als erstes Unternehmen der Branche eine „Internet-Drogerie“, welche heute das komplette Drogeriesortiment im Angebot hat. 2016 wurde der Versandhandel (rossmannversand.de) mit der Hauptseite des Unternehmens in eine Plattform zusammengeführt. Rossmann wurde 2019 mit dem Axia Best Managed Companies Award ausgezeichnet. Im Januar 2020 hat brack.ch rund 500 Rossmann-Eigenmarken ins Sortiment aufgenommen.

### Übernahmen
Mit Wirkung zum 2. Mai 2000 übernahm Rossmann von der REWE-Gruppe 90 Idea-Märkte in Norddeutschland. Im August 2003 folgte, finanziert aus dem Cashflow, die Übernahme von 400 KD (Kaiser’s Drugstore)-Drogeriefilialen der Tengelmann-Gruppe. Seit dem 1. Mai 2005 ist die Übernahme abgeschlossen. Sämtliche KD-Filialen wurden mit Unterstützung der Tengelmann-Gruppe auf das Rossmann-Sortiment umgestellt. Damit ist Rossmann erstmals bundesweit vertreten und schaffte einen Umsatzsprung auf mehr als 2 Milliarden Euro. Die Anzahl der Beschäftigten wuchs auf mehr als 10.000 Mitarbeiter, davon 2500 ehemalige Angestellte von KD.
Im Jahre 2008 übernahm Rossmann die norddeutsche Handelskette Kloppenburg. Von den 160 Filialen wurden 30 größere sofort auf Rossmann umgebaut. Die anderen Kloppenburg-Filialen firmierten bis Ende März 2013 unter der Marke Kloppenburg, danach wurde diese Marke aufgegeben.
Die Drogeriekette Rossmann übernahm 2012 rund 104 Läden des insolventen Konkurrenten Ihr Platz.

## Besitzverhältnisse

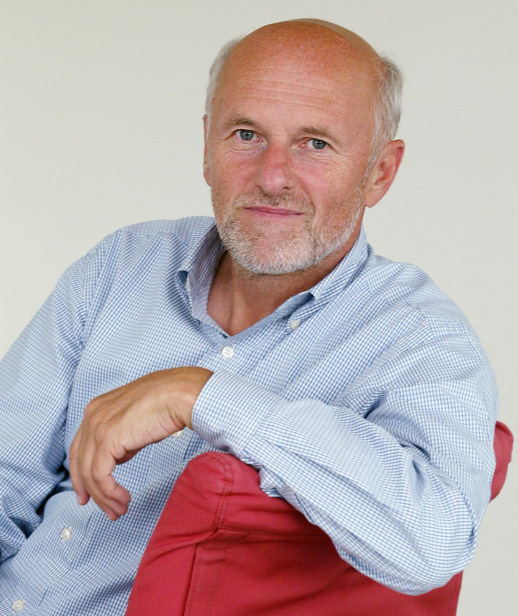
Dirk Roßmann (2006)

Die Rossmann Beteiligungs GmbH, die einen Anteil von 60 Prozent an den Drogeriemärkten hält, befindet sich zu 100 Prozent im Familienbesitz der Gesellschafter Dirk Roßmann, Daniel Roßmann und Raoul Roßmann. Das Gesamtvermögen von Dirk Roßmann, das im Unternehmen gebunden ist, wird auf etwa 4,1 Mrd. Euro geschätzt.
Der Hongkonger Geschäftsmann Li Ka-shing ist nach der Übernahme der an Rossmann beteiligten niederländischen Drogeriemarktkette Kruidvat im Jahr 2002 mit seiner Hongkonger Unternehmensgruppe CK Hutchison über seine Einzelhandels-Tochtergesellschaft A.S. Watson mit 40 Prozent beteiligt. Seit Frühjahr 2014 ist die staatliche singapurische Temasek Holdings mit 24,95 % an A.S. Watson beteiligt und damit indirekt auch an Rossmann.

## Firmenlogo
Das Firmenlogo besteht aus einem roten Namensschriftzug und dem im Buchstaben O integrierten Symbol eines Zentauren: einem aus der griechischen Mythologie stammenden Fabelwesen aus Pferd und Mensch, das symbolisch für „Rossmann“ steht. Die Eigenmarken des Unternehmens tragen über dem Namen ein kleines Zentaur-Symbol.

## Produktmanagement

### Produkte
Das Rossmann-Drogeriesortiment der größten Verkaufsstellen umfasst 21.700 Artikel. Der Sortimentsumfang ist unterschiedlich – je nach Größe der Verkaufsfläche und Standort des Marktes.
Neben dem Drogeriewaren-Sortiment mit den Schwerpunkten Haut, Körper, Haare, Baby und Gesundheit führt Rossmann ausgewählte Aktionsartikel der Ideenwelt, Tiernahrung, den Fotoservice sowie ein umfangreiches Naturkost- und Weinsortiment. Im Parfüm-Sortiment werden rund 200 bekannte Marken mit 1000 unterschiedlichen Referenzen angeboten.
- Eigenmarken: Rossmann führt 29 Eigenmarken mit 4600 Produkten (Stand 2019). 1997 wurden die ersten Eigenmarken Babydream, facelle, Sunozon und Winston eingeführt. Die bekanntesten Rossmann-Marken sind Isana (Haut-, Haar- und Körperpflege), domol (Reinigungs- und Waschmittel) sowie alouette (Papiertaschentücher, Haushaltsrollen und Toilettenpapier). In den vergangenen 20 Jahren gab es mehr als 600-mal von Öko-Test und Stiftung Warentest „sehr gut“ und „gut“. Die Eigenmarken tragen rechts über dem Namen ein kleines Rossmann-Symbol.[38]
- Naturkosmetik: Nahezu alle Produkte der Eigenmarke Alterra Naturkosmetik  tragen das NATRUE-Siegel und entsprechen den Richtlinien des BDIH (Bundesverband deutscher Industrie- und Handelsunternehmen für Arzneimittel, Reformwaren, Nahrungsergänzungsmittel und Körperpflegemittel e. V.).
- Bio-Lebensmittel: Unter der Eigenmarke enerBiO werden Nahrungsmittel mit Biosiegel vertrieben, die nach der Europäischen Öko-Verordnung zertifiziert sind (Bio-Siegel). Seit 2019 tragen die enerBiO-Produkte das Naturland-Siegel und seit 2020 das Bioland-Siegel. Das Sortiment umfasst inklusive einiger Biomarken wie Tartex, Little Lunch und Veganz rund 400 Produkte, die nicht komplett in allen Märkten erhältlich sind. Zahlreiche Artikel stammen aus der Lüneburger Heide. Auch Artikel von Alnatura sind im Sortiment. Seit Februar 2019 vertreibt Rossmann in der Schweiz Teile des enerBiO-Sortiments von Denner.[39]
- Wein: Seit dem Jahr 2000 führt Rossmann ein umfangreiches Weinsortiment, das Cordula Eich in ihrem Weinkaufsführer Superschoppen-Shopper im Jahr 2011 erstmals ausgezeichnet hat. Im letzten Einkaufsführer von 2016 waren es 96 Weine, von denen 19 mit Bestnoten bewertet wurden.

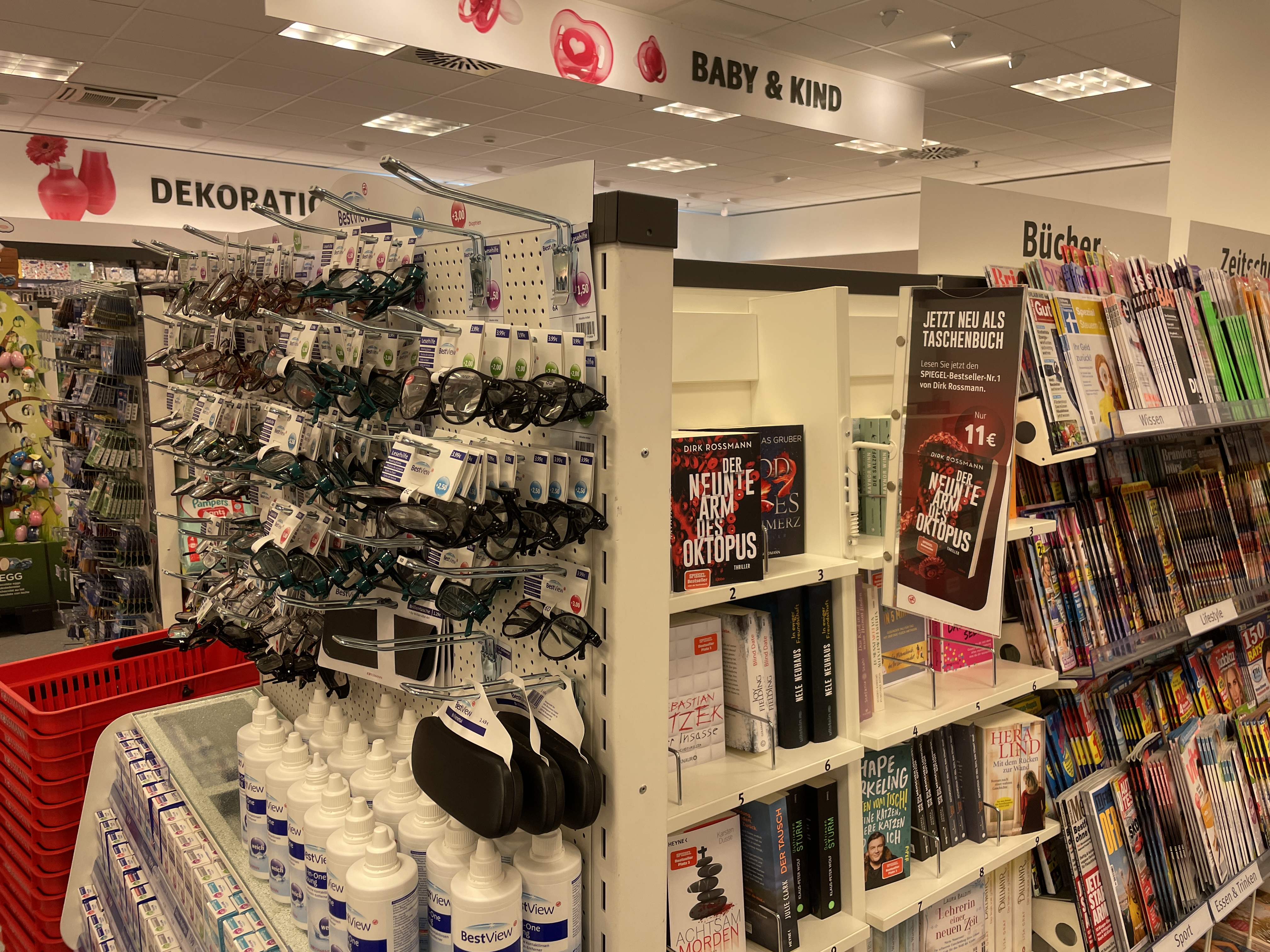
Roßmanns Roman Der neunte Arm des Oktopus in einer Filiale in Berlin (2022)

- Roßmanns Roman Der neunte Arm des Oktopus in einer Filiale in Berlin (2022)Fotodienst: Sämtliche Filialen sind mit Fotodruckern ausgestattet, an denen sofort von allen gängigen Speichermedien sowie über Bluetooth (Handys) die Dateien als Fotos ausgedruckt werden können. Kostengünstiger ist das Überspielen der Daten an den Foto-Stationen, um dann nach 2–3 Werktagen die Fotos abzuholen. Auch im Internet können Fotos, Fotobücher und Fotogeschenke bei Rossmann in Auftrag gegeben werden. Außerdem können noch weiterhin fotografische Filme abgegeben und entwickelt werden.
- Bücher und Zeitschriften: Es gibt Regale mit Zeitschriften und Taschenbüchern. Seit 2020 werden die Romane des Firmengründers Dirk Roßmann Der neunte Arm des Oktopus und Der Zorn des Oktopus in Rossmann-Filialen verkauft, die beide zu Bestsellern wurden.[40]

### KundenzeitschriftCentaur
Seit dem 30. Firmengeburtstag im März 2002 gibt das Unternehmen das Kundenmagazin Centaur (in Anlehnung an die Zentaur-Darstellung auf dem Firmenlogo) heraus. Das Heft mit mehr als 100 Seiten wird kostenlos über die Filialen an die Kunden verteilt. Es erscheint zehnmal im Jahr und hat eine Auflage von über 900.000 Stück (Stand 2019). Seit Januar 2018 trägt das Kundenmagazin ein neues Design. Zu den ständigen Autoren des Magazins gehören beispielsweise der langjährige Leiter des Kriminologischen Forschungsinstituts Niedersachsen, Christian Pfeiffer, und der Leiter des Institutes für Geobotanik der Universität Hannover, Richard Pott.

## Verwaltung und Logistik

Zentrale von Rossmann in Burgwedel

Der Unternehmenssitz mit rund 1.800 Mitarbeitern befindet sich seit 1992 in Burgwedel unmittelbar an der A 7. 2003 wurde im angeschlossenen Verteilzentrum ein Hochregallager in Betrieb genommen, das 30 Meter hoch, 127 Meter lang und 15 Meter breit ist. Es bietet auf 20 Ebenen Platz für 13.000 Europaletten. In den Jahren 2000 bis 2007 gab es vier Erweiterungen; die Gebäudenutzfläche wurde auf rund 40.000 m² Lager- und 8000 m² Bürofläche vergrößert. 2009 fiel die Entscheidung für einen Neubau der Zentralverwaltung. Der Neubau wurde (mit 5000 m² Bürofläche für 450 Arbeitsplätze sowie 520 m² Fläche für Konferenz- und Besprechungsräume) geplant und Anfang 2011 bezogen. Die neue Zentralverwaltung ist ein modernes Bauwerk mit großen Räumen und einem Energiekonzept auf Basis von Geothermie.
2007 übernahm das Logistikzentrum in Landsberg in Sachsen-Anhalt die Funktionen der Logistik-Zentrale. Es begann seine Tätigkeit im August 2002; von 2005 bis 2007 wurde es auf insgesamt 68.000 m² Gesamtlagerfläche erweitert, wofür 50 Mio. Euro investiert wurden. Dies war die bislang größte Bauinvestition der Unternehmensgeschichte und zugleich die zweitgrößte Lagerlogistik-Investition in Sachsen-Anhalt. Im Januar 2021 hatte die gesamte Rossmann-Logistik rund 346.000 m² Lagerfläche.
Weitere regionale Verteilzentren gibt es in Bergkirchen bei München (20.000 m²), Bürstadt, Kiel, Köln, Malsfeld und Wustermark (Brandenburg).
Im Juli 2020 wurde in Landsberg ein Gefahrstofflager eröffnet; dort werden Gefahrstoffe enthaltende Produkte gelagert.

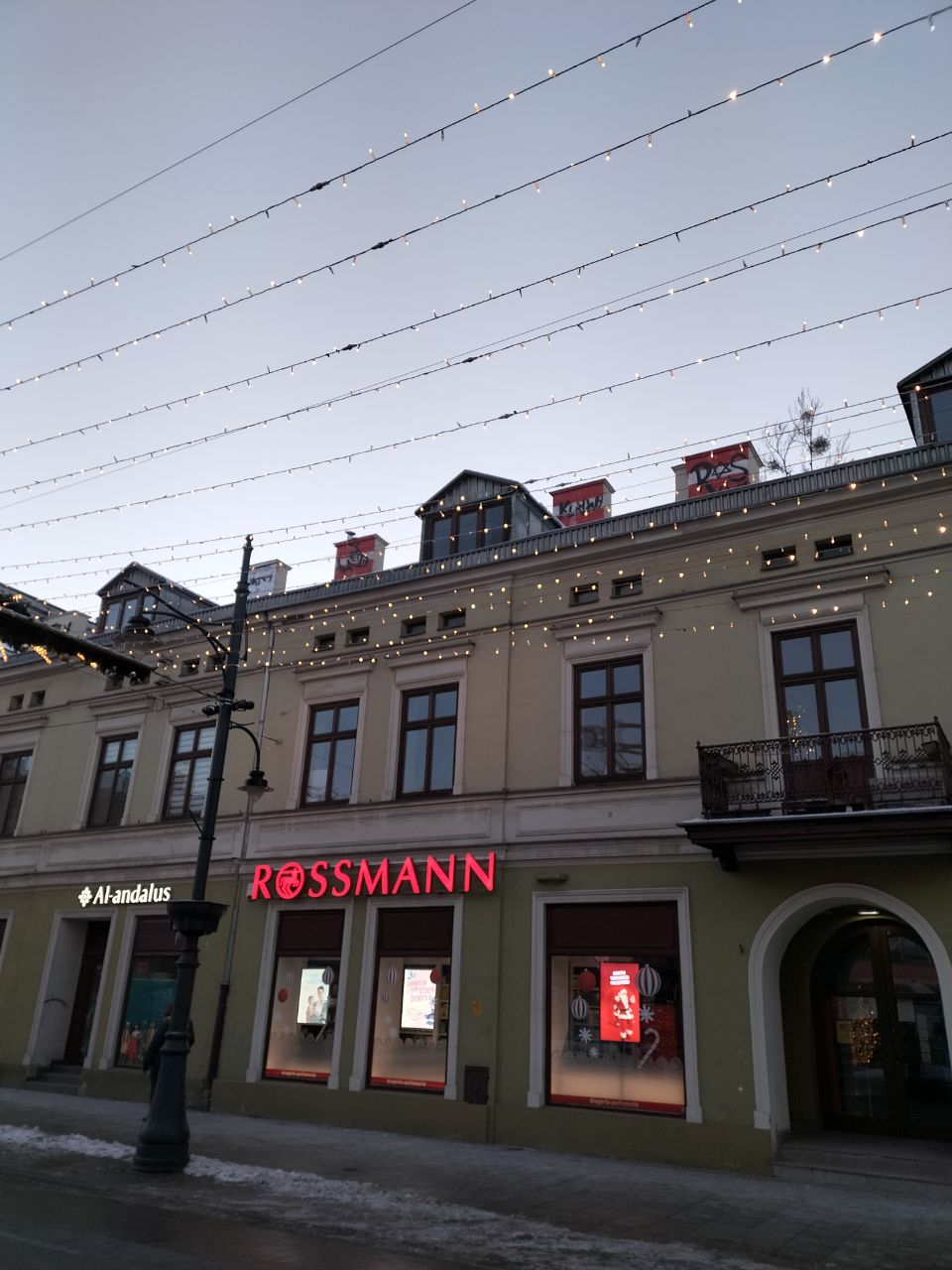
Rossmann-Filiale in Łódź, Polen
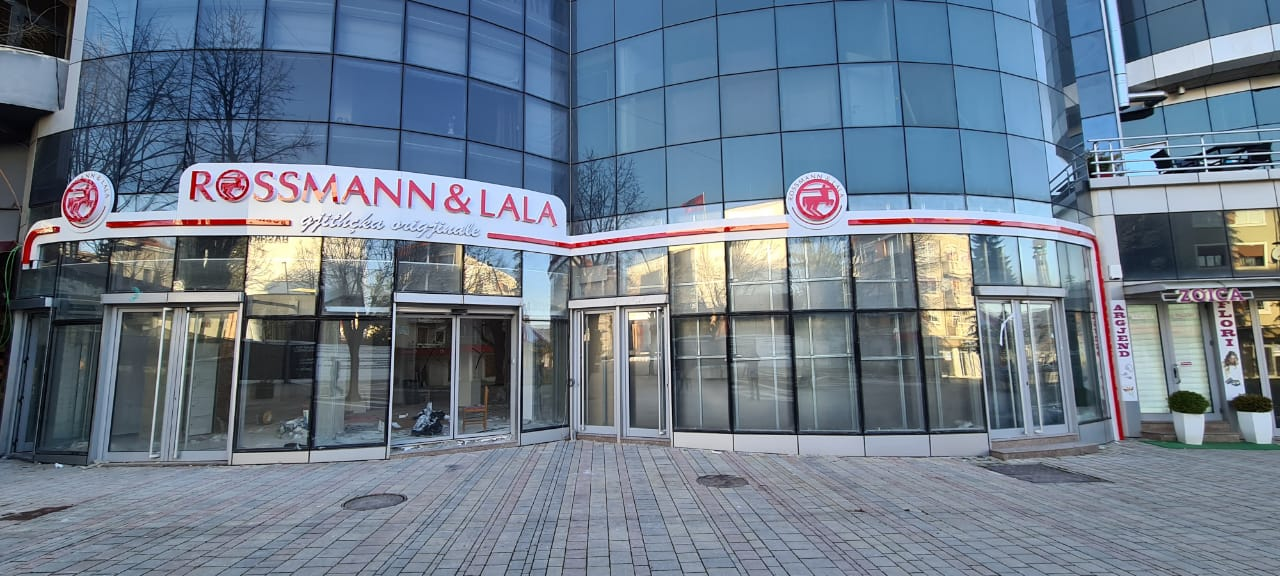
Rossmann-Filiale in Albanien

## Wettbewerb
Die Drogeriebranche ist seit der Jahrtausendwende von einem starken Konzentrationsprozess gekennzeichnet. Von ehemals 10 Drogeriemarktunternehmen gibt es heute neben Rossmann nur noch dm, Müller und Budnikowsky in Hamburg. Gleichwohl kann nicht von einer Monopolisierung gesprochen werden, denn die Drogeriemärkte decken nur etwa ein Drittel des Kanals Drogeriewaren in Deutschland ab. Rossmann wuchs durch systematische Expansion und Zukäufe. Seit mehr als 10 Jahren werden jährlich 120 bis 150 neue Verkaufsstellen bundesweit eröffnet. Gleichzeitig werden jährlich 50 bis 70 zu klein gewordene und daher unrentable Märkte geschlossen. Bis zur Wiedervereinigung gingen sich die Wettbewerber dm und Rossmann geografisch aus dem Wege. dm expandierte im Süden und Westen, Rossmann im Norden. Das änderte sich mit der Expansion in die neuen Bundesländer. Hier trafen die Konkurrenten erstmals direkt aufeinander. Seit der kd-Übernahme 2003 bis 2005 ist Rossmann auch im Süden und Westen stark vertreten. Im Gegenzug begann dm eine beschleunigte Expansion im Norden, durch die jüngst vor allem Budnikowsky in Hamburg in Bedrängnis gerät.

## Gesellschaftliches Engagement
Rossmann beteiligt sich nach eigenen Angaben an zahlreichen sozialen Projekten, Einrichtungen, Verbänden, Vereinen und Stiftungen. Partner eines langjährigen Unternehmensengagements sind die Stiftung Weltbevölkerung, das Deutsche Kinderhilfswerk, das Projekt Mentor – Die Leselernhelfer und der Verein Singen e. V. mit dem Projekt Klasse! Wir singen. Zudem unterstützt Rossmann die Informationskampagne „Schulstart mit dem Blauen Engel“ und die Initiative „Naturkinder“.
Seit 2018 veröffentlicht Rossmann einen Nachhaltigkeitsbericht für die weitere Entwicklung der Aktivitäten im unternehmerischen Klimaschutz. 2019 verschenkte der Unternehmensgründer Dirk Roßmann 25.000 Exemplare des Buches Buch Wir sind das Klima! von Jonathan Safran Foer. 2020 wurde Rossmann Partner der Stiftung 2° – Deutsche Unternehmer für Klimaschutz, vertreten durch Geschäftsführer Raoul Roßmann. Ende 2020 veröffentlichte Dirk Roßmann das belletristische Buch Der neunte Arm des Oktopus, das als „Klima-Thriller“ bezeichnet wird. Im Oktober 2021 erschien die Fortsetzung Der Zorn des Oktopus, das in der Erscheinungswoche Platz 1 in den Belletristikcharts wurde. In beiden Büchern geht es u. a. um eine „Klimaallianz“ von Ländern sowie eine Umschichtung von Rüstungsausgaben zu Klimaschutzinvestitionen.
Anfang März 2022 verurteilte der Konzern den russischen Angriffskrieg auf die Ukraine und berichtete über eigene Maßnahmen zur Unterstützung der ukrainische Bevölkerung. Das Unternehmen schickte Lastwagen mit Hilfsgütern in das Kriegsgebiet und mietete in der polnischen Stadt Lodz ein Hotel zur Aufnahme von Geflüchteten an.

## Ausbildung
Für die Aus- und Weiterbildung der Mitarbeiter unterhält Rossmann seit 1980 mit dem „Waldhof“ in der Lüneburger Heide ein Seminarzentrum. Er wird als Ort der Begegnung durch alle Unternehmensbereiche genutzt. Förderprogramme wie die Jahresgruppen (Gruppenarbeit und Selbstfindung im unternehmenseigenen Weiterbildungszentrum Hützel), ein Seminarangebot zur fachlichen Weiterbildung und Kulturfahrten für Mitarbeiter ins Dessau-Wörlitzer Gartenreich dienen der persönlichen Weiterentwicklung. Rossmann beschäftigt rund 1600 Azubis. Mehr als 80 Prozent der Auszubildenden werden nach der Ausbildung übernommen. Rossmann belegte im Schülerbarometer 2018 unter den 100 beliebtesten Ausbildungsunternehmen in Deutschland Platz 41.

## Kontroversen

### Kritik durch Gewerkschaften
Die Gewerkschaft Ver.di kritisierte 2011, dass Rossmann für die Regalbefüllung auch Personal mit Werkverträgen von Subunternehmern einsetzt. Nach einem Bericht des Handelsblatt ist Rossmann teilweise an diesen Subunternehmen wie der ISS Polska beteiligt. Die Drogeriemarktkette hält dem entgegen, dass 93 Prozent aller bei Rossmann geleisteten Arbeitsstunden von den direkt beschäftigten Mitarbeitern ausgeführt werden und ein Handelsunternehmen Dienstleister für spezielle Aufgaben benötigt, um flexibel auf punktuelle Arbeitsanforderungen reagieren zu können.

### Wettbewerbsverstöße (Kartellbildung)
Wegen verbotener Preisabsprachen mit der Kaffeerösterei Melitta verhängte das Bundeskartellamt eine Geldbuße in Höhe von 5 Millionen Euro gegen Rossmann. Auf die Klage des Unternehmens erhöhte der Kartellsenat des Oberlandesgerichts Düsseldorf im Februar 2018 die Geldbuße auf 30 Millionen Euro. Auf die Revision hob der Bundesgerichtshof im August 2019 das Urteil wegen eines Formfehlers (Versäumen der Urteilsabsetzungsfrist) auf und verwies das Verfahren an einen anderen Kartellsenat des Oberlandesgerichts Düsseldorf zurück.

### Zeitweilige Abschaltung von PayPal
Im September 2011 wurde die Zusammenarbeit mit PayPal eingestellt und Produkte bei Rossmann online konnten nicht mehr darüber bezahlt werden. Begründet wurde dies seitens PayPal mit dem Kuba-Embargo der US-amerikanischen Regierung. Nach dieser Begründung ist der Verkauf kubanischer Produkte ein Verstoß gegen US-Recht und damit auch gegen die Geschäftsbedingungen von PayPal. Am 1. August bekam Rossmann einen „aggressiven“ Hinweis von PayPal. Insbesondere kubanische Zigarren und Rum wurden im Onlineangebot bemängelt und das Entfernen der Produkte innerhalb von drei Tagen gefordert, andernfalls werde die Zusammenarbeit aufgekündigt. Die Geschäftsleitung beschloss daraufhin am 3. August 2011, PayPal als Zahlungsmöglichkeit zu streichen, die Kunden wurden sofort online über den Vorgang informiert. Seit 2014 sind PayPal-Zahlungen im Rossmann-Onlineshop wieder möglich.

## Sonstiges

Logo von Rossfrau

Anlässlich des Weltfrauentages 2018 nutzte Rossmann in seinem Online-Shop, in den sozialen Medien sowie an seiner größten Filiale in Hannover ein Logo mit einem weiblichen Zentaur sowie dem Schriftzug ROSSFRAU.
Das Firmenlogo basiert auf der Schrift Optima.
2018 veröffentlichte der Unternehmensgründer Dirk Roßmann eine Biografie, die in wesentlichen Teilen von der Gründung und Entwicklung des Unternehmens handelt.
Auf einer Rangliste der weltbesten Arbeitgeber („World’s Best Employers“) des Wirtschaftsmagazins Forbes und des Marktforschungsinstituts Statista wird Rossmann im Jahr 2021 auf Platz 44 von insgesamt 750 Arbeitgebern geführt. Damit liegt Rossmann unter den 10 bestplatzierten deutschen Unternehmen und vor den Wettbewerbern dm (Platz 87) und Müller (Platz 355). An der weltweiten Erhebung nahmen 150.000 Angestellte aus 58 Ländern teil, die nach Kriterien wie Talententwicklung, Geschlechtergleichstellung oder soziale Verantwortung anonym bewerteten und auch angaben, inwiefern sie ihren Arbeitgeber Freunden empfehlen.